# Břeclav
Břeclav là một thị trấn thuộc huyện Břeclav, vùng Jihomoravský, Cộng hòa Séc.